# Spiloctenia whitelyi
Spiloctenia whitelyi là một loài bướm đêm trong họ Geometridae.